# Rhipidia (Rhipidia) luxuriosa
Rhipidia (Rhipidia) luxuriosa is een tweevleugelige uit de familie steltmuggen (Limoniidae). De soort komt voor in het Neotropisch gebied.